# 岩手県道222号土沢停車場線
岩手県道222号土沢停車場線（いわてけんどう222ごう つちざわていしゃじょうせん）は、岩手県花巻市を通る一般県道である。

## 概要

### 路線データ
- 起点：土沢停車場（土沢駅）
- 終点：花巻市東和町土沢（岩手県道43号盛岡大迫東和線交点）

## 地理

### 通過する自治体
- 花巻市

### 交差する道路
- 岩手県道43号盛岡大迫東和線（終点）

### 沿線にある施設など
- JR釜石線 土沢駅